# Pantilius tunicatus
Espèce
Pantilius tunicatus, appelée communément la Punaise des chatons, est une espèce d'insectes hétéroptères de la famille des Miridae de la zone paléarctique. C'est la seule espèce du genre Pantilius en Europe. 

## Distribution
Espèce eurasiatique, elle est présente dans presque toute l'Europe, à l'exception du Portugal et du Sud des Balkans, ainsi que vers l'Est en Géorgie, en Arménie, en Iran, en Sibérie et dans le Nord de la Chine.   

## Description
Il s'agit d'une grande punaise, de 9 à 10 mm de long, dont la face ventrale est vert pomme, et la face dorsale marquée de rouge, de manière variable, les individus devenant plus rouges avec l'âge. Les pattes sont vertes. Elle se caractérise par un sillon située entre les deux yeux, qui apparaît comme une ligne noire. les antennes sont plus courtes que le corps. Le second segment des antennes est épaissi et assombri à l'apex et long comme environ deux fois les troisième et quatrième segment réunis, qui comportent un anneau jaunâtre. Ces caractéristiques la rendent assez aisément reconnaissable,.    

## Biologie
Cette espèce vit sur les aulnes glutineux, et les noisetiers, mais est mentionnée également sur ormes et sur bouleaux. Il s'agit d'une espèce tardive, qui se rencontre surtout à partir de fin août, et jusqu'en novembre. Les larves apparaissent en général à partir d'août.    
Elle se nourrit sur les branches basses de ses arbres hôtes, dont elle suce la sève, notamment des chatons, sans leur causer de dégâts.    
La femelle pond ses œufs en octobre sur les jeunes rameaux. Ces œufs n'écloseront que l'année suivante (une seule génération par année). L'adulte peut parfois hiverner,.    

## Taxonomie
Cette espèce a été décrite par Johan Christian Fabricius en 1781, sous le nom de Cimex tunicatus. Son nom de genre actuel lui a été donné par John Curtis en 1833. Il s'agit de l'espèce-type du genre. Elle est classée dans le sous-genre nominal Pantilius, dont elle est la seule espèce.   
Autres synonymes: Pantilius infuscatus J.Sahlberg 1920, Pantilius pallidissimus J.Sahlberg 1920, Pantilius pulcher Stichel 1957.    